# 小川功二
小川 功二（おがわ こうじ、1983年5月13日-）は、元長野放送のアナウンサー。

## 人物
新潟県新潟市出身、新潟県立新潟南高等学校卒業、信州大学卒業。AB型。
2006年より青森テレビアナウンサー。新潟テレビ21を経て、2014年長野放送入社。

## 現在の担当番組
長野放送
- 土曜はこれダネッ!
- NBSニュース
- スポーツ中継

## 過去の担当番組
長野放送
- NBSみんなのニュース
- 週刊ながのスポーツ!

新潟テレビ21
- まるどりっ!
- UXニュース

青森テレビ
- ATVニュースワイド
- ATVニュース
- おしゃべりハウス
- じしゃばん
- べじたぼー日記